# Escudo del territorio británico de ultramar de las Georgias del Sur y Sandwich del Sur
El escudo de armas de las Islas Georgias del Sur y Sandwich del Sur fue otorgado en 1992, después de la creación, de este territorio dependiente administrado por el Reino Unido. Con anterioridad, estas islas utilizaron el escudo de las Islas Malvinas, de las que dependían. Antes de 1962, las islas Georgias del Sur y Sandwich del Sur estaban agrupadas en lo que hoy se conoce como Territorio Antártico Británico y su escudo era el que se utiliza en este territorio.
De acuerdo con la reclamación argentina sobre estas islas, al estar dentro de la jurisdicción de la Provincia de Tierra del Fuego, Antártida e Islas del Atlántico Sur, corresponde el uso del escudo provincial.

## Historia
El escudo de armas del territorio británico fue concedido por Cédula Real el 14 de febrero de 1992. La página web oficial del territorio conserva una copia de la célula que habla solo del escudo y no de la bandera. Tras esto, el gobierno colonial comenzó a utilizar el escudo en la enseña azul, como es habitual en las dependencias británicas. El Boletín de la Bandera de 1993 (The Flag Bulletin, XXXII:2) describe que la insignia fue concedida para celebrar la «liberación de las islas de la ocupación argentina». La publicación también describió las características del emblema.

## Características
En el escudo figura en un campo de sínople calzado con husos o fusos de plata y azur, un león rampante de oro, que sostiene una antorcha también de oro y gules, surmontado por dos estrellas de seis puntas del mismo metal.
Sostienen el escudo las figuras de dos especies animales nativas de estas islas: un león marino y un pingüino macaroni, ambos en sus colores naturales. El león marino se sitúa sobre la representación de una montaña y el pingüino sobre el hielo.
Timbra el escudo un yelmo con burelete y lambrequín de plata y azur surmontado por una cimera con forma de reno (se han encontrado dos manadas de este cérvido en la Isla de Georgia del Sur).
En la parte inferior del escudo de armas figura, escrito sobre una cinta, el lema de las islas en latín: “Leo Terram Propriam Protegat” («El León Defiende su Territorio»).
El león rampante que porta la antorcha simboliza el descubrimiento de las islas por los británicos. Los fusos de plata y azur se han tomado del escudo de James Cook, el primer europeo que avistó las islas.
El escudo de armas se utiliza en el vuelo de la bandera británica del territorio, y en la del comisionado civil británico.

## Galería de escudos

Escudo de la Provincia de Tierra del Fuego, Antártida e Islas del Atlántico Sur, de la cual forman parte las Islas Malvinas según la reivindicación territorial de Argentina.